# Cranach (Adelsgeschlecht)
Cranach ist der Name eines preußischen Adelsgeschlechts.

## Geschichte
Die Familie stammt aus Kronach, Franken, wonach der Name angenommen wurde. Am 6. Januar 1508 erging in Nürnberg ein sächsischer Wappenbrief für Lukas von Cranach, ursprünglich Maler genannt. Das Geschlecht wird seit Ende des 18. Jahrhunderts ohne weitere Diplomserteilung zum preußischen Adel gerechnet.

## Angehörige
- Adolf von Cranach (1823–1896), preußischer Landdrost und Regierungspräsident in Hannover
- Augustin Cranach (1554–1595), Maler und Grafiker, Sohn von Lucas Cranach dem Jüngeren
- Elimar von Cranach (1871–1950), deutscher Generalmajor
- Hans Cranach (1513–1537), Maler und Grafiker, Sohn von Lucas Cranach dem Älteren
- Hans von Cranach (1855–1929), deutscher Offizier und Burghauptmann der Wartburg
- Julius von Cranach (1793–1860), preußischer Generalleutnant
- Karl von Cranach (1809–1900), preußischer Generalleutnant
- Lucas Cranach der Ältere (1472–1553), deutscher Maler und Grafiker
- Lucas Cranach der Jüngere (1515–1586), deutscher Maler und Grafiker
- Lucas Cranach III. (1586–1645), deutscher Maler
- Ludwig von Cranach (1818–1894), preußischer General der Infanterie
- Mario von Cranach (* 1931), deutscher Psychologe und Hochschullehrer
- Michael von Cranach (* 1941), deutscher Psychiater und Autor
- Rudolph von Cranach (1823–1879), deutscher Politiker, MdR
- Wilhelm Lucas von Cranach (1861–1918), deutscher Maler und Schmuckdesigner

## Wappen
Das Wappen (1508) zeigt in Gold eine rechtshin kriechende, aufwärts gekrümmte schwarze Schlange mit zwei Fledermausflügeln, auf dem Kopf eine rote Blätterkrone und im Maule einen goldenen Ring mit Rubin tragend. Auf dem Helm mit goldener Dornenkrone und schwarz-goldenem Wappenmantel die Schildfigur.
Historische Wappendarstellungen

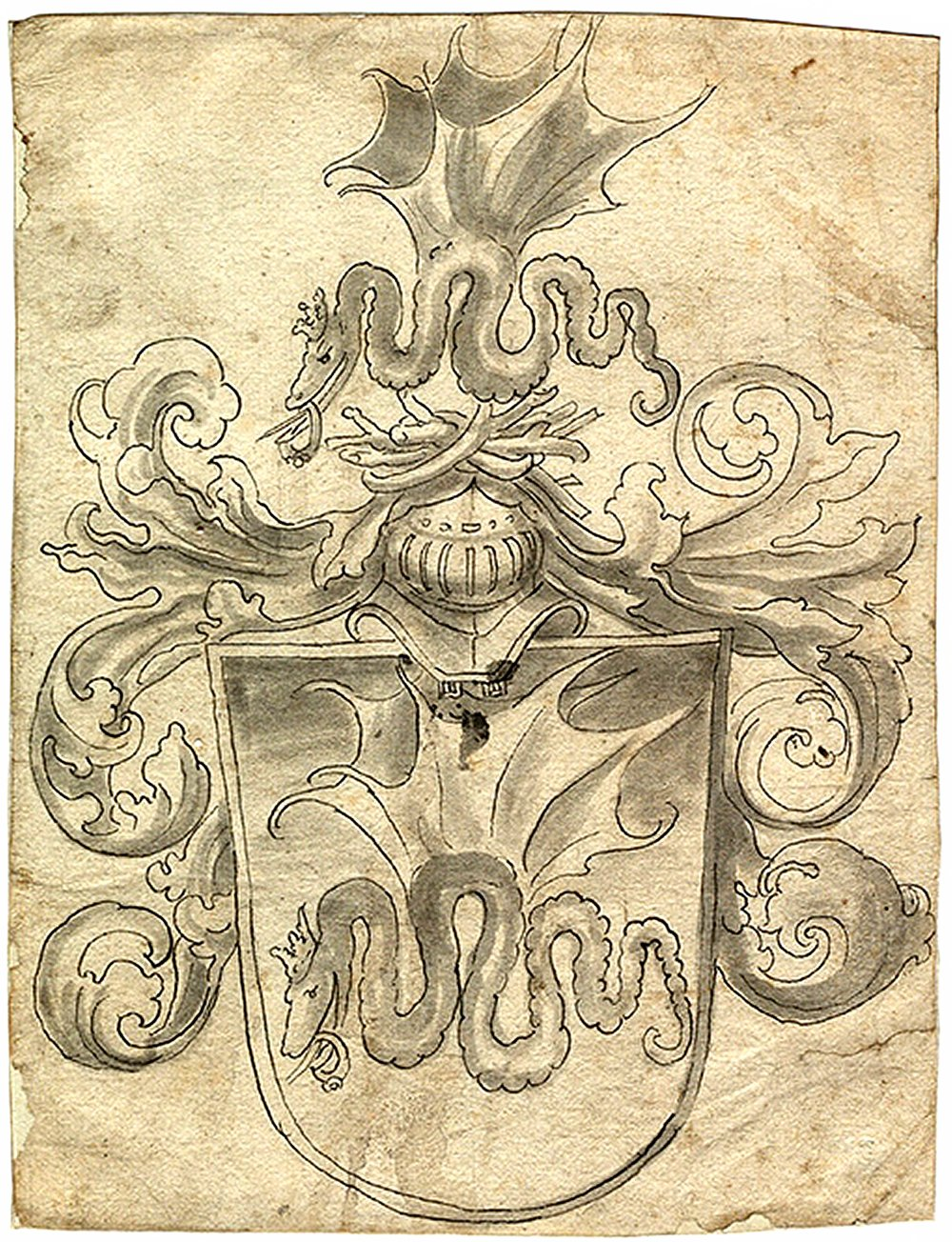
Wappen der Familie von Cranach aus Cranachs Werkstatt
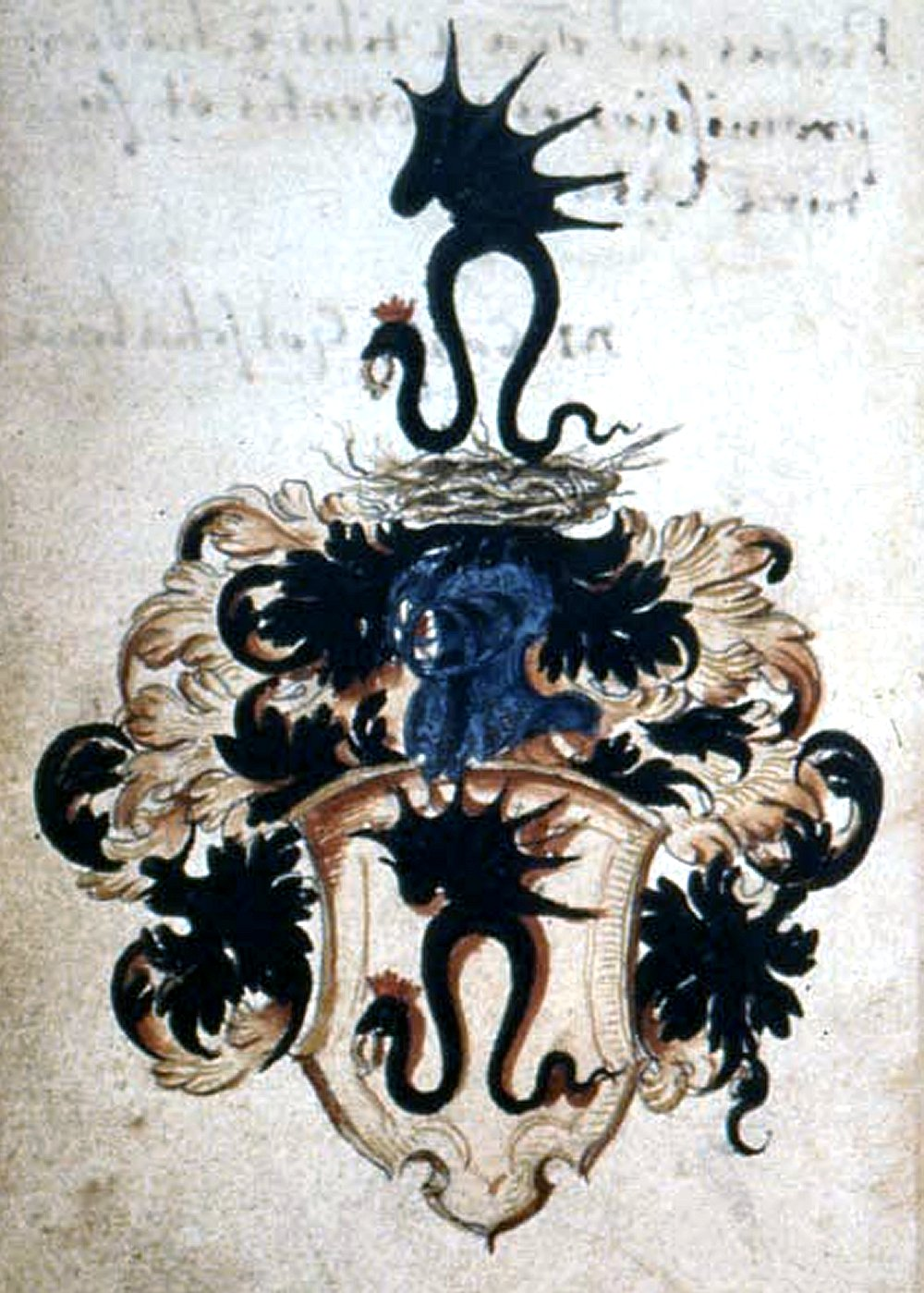
Wappendarstellung, 16. Jahrhundert
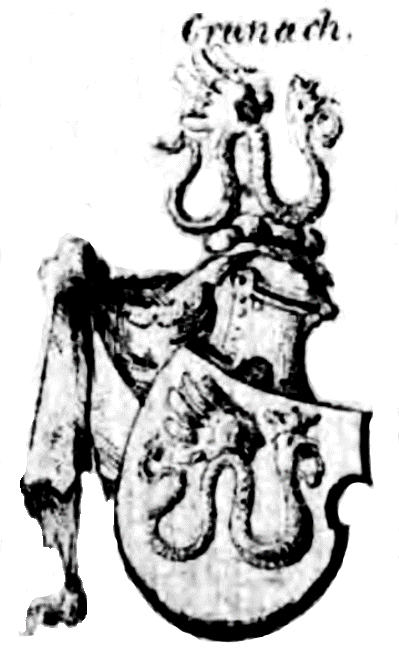
Wappen derer von Cranach in Siebmachers Wappenbuch
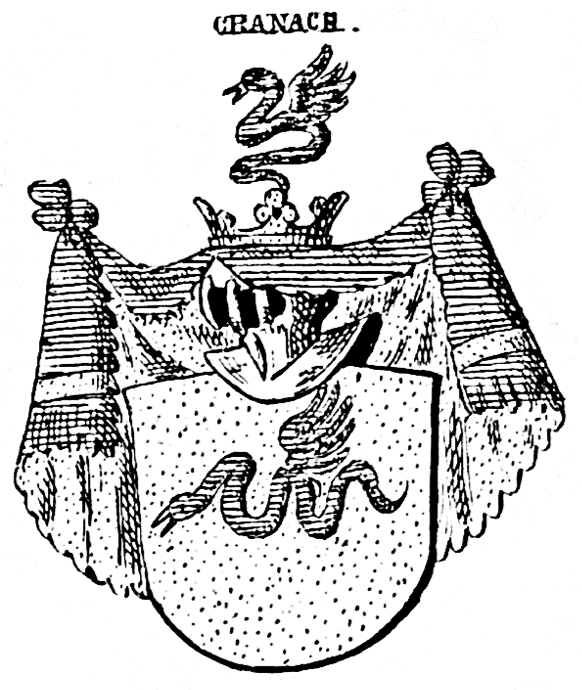
Wappen derer von Cranach in Siebmachers Wappenbuch (Schlange ohne Krone und Ring)
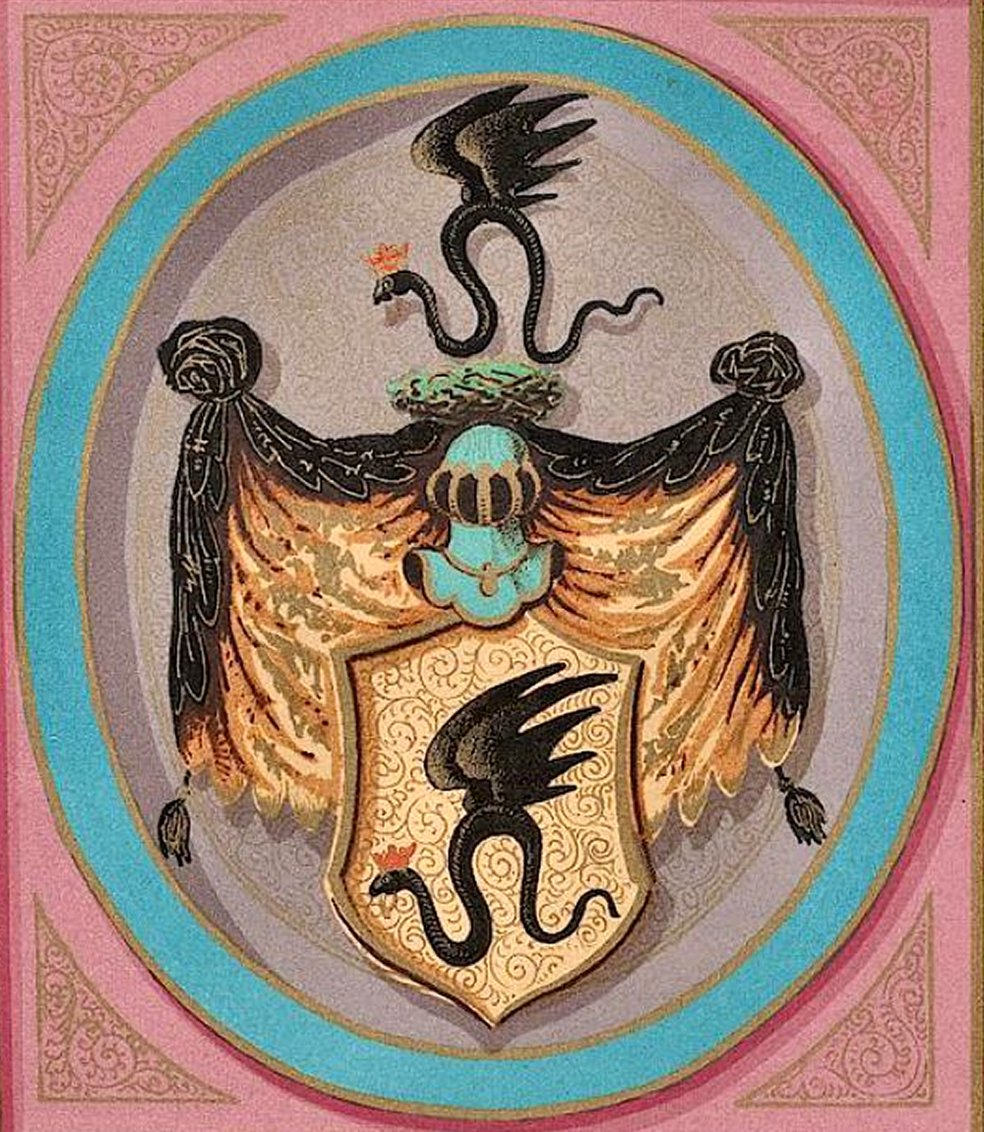
Wappen derer von Cranach in Friedrich Warnecke, Lucas Cranach der Aeltere